# 長田幸雄
長田 幸雄（おさだ ゆきお、1939年2月24日 - ）は、山梨県富士吉田市出身の元プロ野球選手（外野手）・解説者。飲食店経営者でもあった。
腕っ節が強く愛嬌のある顔から、愛称は「ポパイ」。

## 来歴

### プロ入り前
中学生時代まではスピードスケートをやっていた。吉田高校で本格的に野球を始め、1年次の1955年春から四番打者として起用される。同年夏の甲子園県予選で準々決勝に進むが甲府商に敗退。卒業後はプロからも誘いがあったが、1958年にリッカーミシンへ入社。1959年の都市対抗にエース堀本律雄（日本通運浦和から補強）を擁し出場。1回戦で富士鐵釜石に敗退するが、この試合で2点本塁打を放つ。翌1960年も都市対抗に連続出場。1回戦の東洋レーヨン戦でまたも本塁打を放ち長距離打者として注目を集める。

### プロ入り後
1961年に大洋ホエールズへ入団し、9月10日の広島戦（広島市民）で河村英文から初ソロ本塁打を放つ。この時の試合は、1-2のビハインドで迎えた5回表長田のソロ本塁打で同点にし、さらに権藤正利の適時打で勝ち越した。6、8回にも1点ずつ加え、宮本和佳、権藤、秋山登のリレーで広島を振り切った。2年目の1962年に金光秀憲から左翼手のレギュラーを奪うと、3年目の1963年6月22日には国鉄戦（後楽園）で第3打席から3試合に渡って2塁打を含む8打数連続安打を記録。1964年には僅かに規定打席には届かなかったが打率.297を記録した。
同年7月12日の巨人戦（川崎）では外野スタンドの観客からウイスキーの瓶を投げつけられて激昂し、フェンスをよじ登ってスタンドに乱入する騒ぎを起こして退場処分になっている。この時は首位の大洋が9.5差の3位巨人との14回戦で3-5とリードを許して9回表を迎え、三塁側から左翼スタンドは巨人ファンでぎっしり詰まっていた。巨人戦に強かったため、よく小石などが飛んできた長田の左耳にトリスの4合瓶がかすり、「さすがにこれはシャレにならんだろ」とカッとして振り向くと、大洋ファンが投げた男を指さしていた。中学時代までスピードスケートをしていたため、巨漢ながら足腰の強さにも自信があった長田は、瓶を手に持ったまま外野フェンスをよじ登って「捕まえて警察に突き出してやる」と意気込んだが、観客の男は逃走したため、長田は満員の観客、巨人ファンに取り囲まれてしまった。周囲の奇異な視線で我を取り戻した時には、自分が立っていた左翼の位置には三原脩監督以下、大洋ナインや審判団が集まり「早く出て来い」と手招きしていた。チーム内でも猛者で通っている桑田武、森徹の2人がフェンスに登り、長田を迎えに行く始末で、流石の長田も諸先輩の手を煩わせてはと自力でグラウンドに戻ってきたが、審判団は協議の結果、長田を退場処分にした。左翼の松橋慶季線審は「長田君が守備位置についたとき、足元にウイスキーのビンが投げ込まれた。私がそれを片付けようとしたとき、長田君がフェンスをよじ登ってしまった。私は再三“入ってはダメだ”と言ったが、間に合わなかった。長田君は暴言を吐いたりはしていなかったが、ユニホームのままスタンドに入ることも話すこともルール違反なので退場させた」と説明し、逃げた男はその後、球場警備をする川崎署員に暴行容疑で逮捕された。59歳の住所不定の男で、かなり酒に酔っていた。長田の怒りが乗り移った大洋打線は9回、4本の長短打を集め、最後は長田を止めに行った桑田の中前サヨナラ適時打で大逆転勝ちし、巨人とのゲーム差は11.5差とさらに広げた。長田はその後、退場処分にはなったが、観客のほうが悪質とそれ以上の処分はなかった。
1965年には初めて規定打席に達し、打率.288（ベストテン6位）という好成績を残したが、同年に肩を故障。打撃にムラがあり、守備と脚力に難があったため、重松省三らとのレギュラー争いが続く。1966年オフに大洋は広島に大石清獲得を申し出るが、広島側が交換相手として長田を要求するものの決裂。結局、大石の低迷により投手補強を目論んでいた広島は阪急の大石弥太郎に目を付け、"大石清⇔大石弥太郎" の「大石交換」が成立した。1968年6月8日の中日戦（室蘭富士鉄）から同13日の巨人戦（川崎）にかけて当時のセ・リーグ新記録となる5試合連続本塁打を放ち、相手投手も巨人の金田正一・堀内恒夫、中日の小川健太郎らエース級であった。その打撃力を巨人の川上哲治監督に買われ、5番で使いたいと直接、中村稔とのトレードを持ちかけられたが断っている。1試合目に当たる6月8日の中日戦は6回まで大洋先発及川宣士、中日先発小川の投手戦になり0-0で迎えた7回表江藤慎一のソロ本塁打、伊藤竜彦の適時打で2点を先制された大洋は、土壇場の9回裏完封ペースで投げていた小川からフランシス・アグウィリーの適時打、その後二死から長田が右翼へのソロ本塁打で同点、延長戦に入り13回裏二死一、三塁で小川から山田忠男がテキサス性の適時打でサヨナラ勝ちとなった。なお讀賣新聞によると、この頃に起こった十勝沖地震の被害に対するお見舞いにと、大洋・近藤昭仁、中日・江藤の両軍選手代表がチーム内で集めた義援金を高薄豊次郎室蘭市長に送り、観衆から大きな拍手を浴びていた。5試合目に当たる13日の巨人戦は1回裏ディック・スチュアートの適時打で1点先制した後、巨人先発高橋明から5試合連続達成となる右翼最上段への2ラン本塁打で合計3点を取った。2回表にはさらに1点を追加し、6回表に長嶋茂雄の2点適時打で追い上げられるも、7回裏二死一、三塁でまたしても長田がダメ押しになる3ラン本塁打を放ち試合を決定づけ、最終的に7-3で巨人に勝ち、大洋は7連勝で6年ぶりの巨人3連戦3連勝、一方の巨人は5年ぶりの6連敗となった。
1969年には開幕早々から故障で欠場し、終盤戦には先発メンバーに復帰したものの、その後は段々と出場機会が減る。1971年5月12日の中日戦（中日）では山下律夫の代打に起用され、1000試合出場を達成。晩年は代打中心の起用となり、1974年には守備につく機会もなくなった。大洋・横浜の選手として歴代1位（日本球界全体でも歴代5位）の通算代打安打122本を記録している。それでも1975年には8試合に先発出場するが、その後は水虫の悪化で成績が低迷し、1977年に秋山登監督から別当薫監督へ代わると、戦力構想から外れる。なかなか決心できなかった長田であったが、同年1月に可愛がってもらった中部謙吉オーナーが急死すると、社葬が済み次第引退を表明。長田は「16年間世話になった球団だし辞めたくなかった。だが、オーナーが亡くなられたことで踏ん切りがついた」と焼香が終わるときっぱりユニフォームとの決別を宣言し、現役を引退。

### 引退後
引退後はコーチの声も掛かったが、飲食業に興味があったため、川崎市宮前区宮前平で居酒屋「味処ボパイ」を経営。その傍らで、一時はテレビ朝日「ゴールデンナイター」・テレビ神奈川「TVKハイアップナイター」の解説者としても活動。その後もコーチに誘われたが、商売の方が面白かった長田は断った。たまプラーザに65人が入れる2号店を出したこともあったが、現在は閉店している 。
　

## 詳細情報

### 年度別打撃成績
| 年 度      | 球 団      | 試 合 | 打 席 | 打 数 | 得 点 | 安 打 | 二 塁 打 | 三 塁 打 | 本 塁 打 | 塁 打 | 打 点 | 盗 塁 | 盗 塁 死 | 犠 打 | 犠 飛 | 四 球 | 敬 遠 | 死 球 | 三 振 | 併 殺 打 | 打 率 | 出 塁 率 | 長 打 率 | O P S |
| ---------- | ---------- | ----- | ----- | ----- | ----- | ----- | -------- | -------- | -------- | ----- | ----- | ----- | -------- | ----- | ----- | ----- | ----- | ----- | ----- | -------- | ----- | -------- | -------- | ----- |
| 1961       | 大洋       | 68    | 134   | 123   | 9     | 28    | 6        | 1        | 2        | 42    | 9     | 0     | 2        | 0     | 0     | 11    | 0     | 0     | 20    | 4        | .228  | .291     | .341     | .633  |
| 1962       | 大洋       | 123   | 341   | 318   | 26    | 80    | 19       | 2        | 5        | 118   | 29    | 5     | 9        | 5     | 1     | 15    | 2     | 2     | 72    | 6        | .252  | .290     | .371     | .661  |
| 1963       | 大洋       | 92    | 291   | 256   | 23    | 71    | 14       | 3        | 8        | 115   | 26    | 4     | 3        | 5     | 1     | 24    | 2     | 5     | 21    | 8        | .277  | .351     | .449     | .800  |
| 1964       | 大洋       | 125   | 428   | 391   | 48    | 116   | 23       | 2        | 6        | 161   | 45    | 5     | 6        | 0     | 1     | 31    | 2     | 5     | 41    | 9        | .297  | .356     | .412     | .768  |
| 1965       | 大洋       | 131   | 467   | 424   | 49    | 122   | 19       | 1        | 9        | 170   | 48    | 4     | 11       | 3     | 2     | 37    | 2     | 1     | 49    | 12       | .288  | .346     | .401     | .747  |
| 1966       | 大洋       | 98    | 284   | 261   | 15    | 64    | 12       | 0        | 5        | 91    | 28    | 0     | 4        | 2     | 5     | 15    | 2     | 1     | 30    | 11       | .245  | .289     | .349     | .637  |
| 1967       | 大洋       | 109   | 340   | 316   | 37    | 85    | 18       | 0        | 16       | 151   | 49    | 0     | 2        | 2     | 1     | 20    | 1     | 1     | 45    | 10       | .269  | .315     | .478     | .792  |
| 1968       | 大洋       | 97    | 292   | 266   | 28    | 67    | 16       | 1        | 14       | 127   | 42    | 0     | 0        | 1     | 2     | 20    | 1     | 3     | 33    | 9        | .252  | .311     | .477     | .789  |
| 1969       | 大洋       | 55    | 92    | 86    | 5     | 20    | 4        | 0        | 2        | 30    | 14    | 0     | 0        | 0     | 1     | 4     | 0     | 1     | 11    | 4        | .233  | .275     | .349     | .624  |
| 1970       | 大洋       | 86    | 170   | 156   | 12    | 44    | 6        | 0        | 4        | 62    | 15    | 2     | 0        | 0     | 0     | 14    | 0     | 0     | 28    | 2        | .282  | .341     | .397     | .739  |
| 1971       | 大洋       | 91    | 156   | 137   | 12    | 36    | 5        | 0        | 2        | 47    | 14    | 0     | 1        | 0     | 2     | 16    | 1     | 1     | 24    | 7        | .263  | .344     | .343     | .687  |
| 1972       | 大洋       | 66    | 108   | 98    | 5     | 27    | 1        | 0        | 1        | 31    | 9     | 0     | 0        | 0     | 0     | 10    | 1     | 0     | 23    | 6        | .276  | .343     | .316     | .659  |
| 1973       | 大洋       | 45    | 47    | 42    | 1     | 10    | 2        | 0        | 1        | 15    | 7     | 0     | 0        | 0     | 0     | 5     | 0     | 0     | 8     | 0        | .238  | .319     | .357     | .676  |
| 1974       | 大洋       | 51    | 49    | 43    | 1     | 9     | 1        | 0        | 1        | 13    | 4     | 0     | 0        | 0     | 0     | 6     | 1     | 0     | 12    | 2        | .209  | .306     | .302     | .608  |
| 1975       | 大洋       | 70    | 90    | 84    | 3     | 22    | 3        | 0        | 2        | 31    | 16    | 0     | 0        | 0     | 1     | 4     | 0     | 1     | 13    | 2        | .262  | .295     | .369     | .665  |
| 1976       | 大洋       | 16    | 15    | 15    | 0     | 1     | 0        | 0        | 0        | 1     | 0     | 0     | 0        | 0     | 0     | 0     | 0     | 0     | 1     | 1        | .067  | .067     | .067     | .133  |
| 通算：16年 | 通算：16年 | 1323  | 3304  | 3016  | 274   | 802   | 149      | 10       | 78       | 1205  | 355   | 20    | 38       | 18    | 17    | 232   | 15    | 21    | 431   | 93       | .266  | .323     | .400     | .722  |

### 記録
- 5試合連続本塁打（1968年6月8日 - 6月13日）
- 1000試合出場、1971年5月12日 ※史上149人目

### 背番号
- 7 （1961年 - 1976年）